# Rayford Barnes

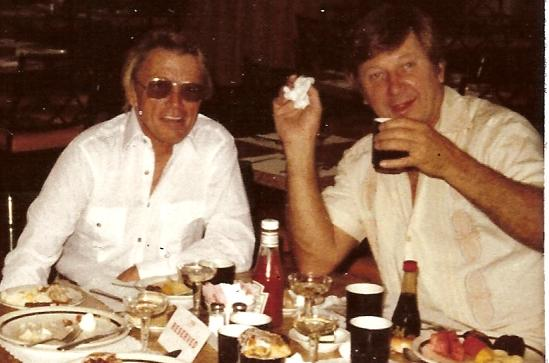
Rayford Barnes mit seinem Bruder Lou Dupont (1983)

Rayford Barnes (* 23. Oktober 1920 in Whitesboro; † 11. November 2000 in Santa Monica) war ein US-amerikanischer Schauspieler.
Barnes, Neffe der Schauspielerin Binnie Barnes, begann seine Karriere 1950 auf der Bühne und spielte ab 1952 vierzig Jahre lang in zahlreichen Fernsehserienfolgen und Kinofilmen meist Cowboys und Bösewichte.

## Filmografie (Auswahl)

### Filme
- 1952: Feuertaufe Invasion (Thunderbirds)
- 1953: Der schweigsame Fremde
- 1955: Urlaub bis zum Wecken
- 1957: Schlucht des Verderbens (Gun Glory)
- 1958: Die Letzten der 2. Schwadron (Fort Massacre)
- 1959: Drauf und dran
- 1964: Und knallten ihn nieder
- 1966: Jesse James Meets Frankenstein’s Daughter
- 1969: The Wild Bunch – Sie kannten kein Gesetz (The Wild Bunch)
- 1971: Leise weht der Wind des Todes (The Hunting Party)
- 1973: Geier kennen kein Erbarmen (Cahill U.S. Marshal)
- 1975: Nevada Pass
- 1975: Mitchell
- 1981: Yukon

### Serien
- 1954: Letter to Loretta, The Roy Rogers Show
- 1955: Adventures of Wild Bill Hickock, The man behind the badge
- 1956: Polizeibericht, Fury, Cheyenne
- 1957: Lassie, Colt .45
- 1958: Streifenwagen 2150, Northwest Passage, Die Texas Rangers
- 1959: 26 men, Rin Tin Tin, Troubleshooters, Law of the Plainsman, Lawman
- 1960: U.S. Marshal, Der zweite Mann, Die Unbestechlichen
- 1961: Bat Masterson, Maverick
- 1962: Tausend Meilen Staub, Am Fuß der blauen Berge, Kein Fall für FBI
- 1963: Meine drei Söhne, Have Gun – Will Travel
- 1965: Auf der Flucht, Die Leute von der Shiloh Ranch
- 1967: Im Wilden Westen
- 1968: Der Marshall von Cimarron, Invasion von der Wega, FBI
- 1969: Die Spur des Jim Sonnett, High Chaparral
- 1972: Bonanza
- 1973: Rauchende Colts
- 1974: Kung Fu
- 1974: The New Perry Mason
- 1975: Cannon, Bronk, Der Unsichtbare
- 1976: Wonder Woman, Unsere kleine Farm
- 1979: Fantasy Island
- 1982: Falcon Crest
- 1993: Die Abenteuer des Brisco County jr.
- 1996: Emergency Room – Die Notaufnahme (ER)